# Balantidium coli

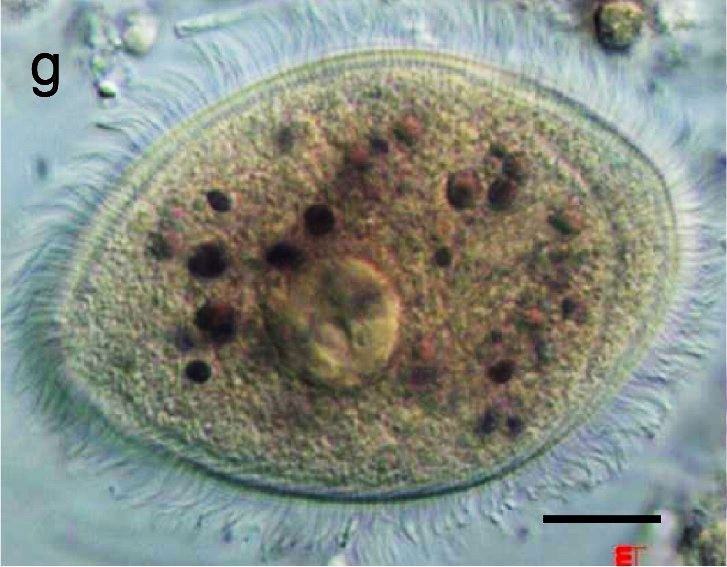
B. coli, Trophozoit (aus Primaten vom Nationalpark Taï). Balken 5 µm.

Balantidium coli (von griechisch τὸ βαλάυτι·ου balant- „Geldbeutel“) ist eine eiförmige, mit Wimperhaaren versehene Art großer Protozoen, die im Verdauungstrakt verschiedener Tiere vorkommt und Durchfall sowie Geschwüre des Darms hervorrufen kann (Balantidiasis). Es ist das einzige Wimpertierchen, das den Menschen befällt und das größte bekannte Protozoon, das Primaten befällt.

## Merkmale
Balantidium coli erreicht in der aktiven Form eine Länge von 30 bis 150 mal 25 bis 120 µm, wobei die Größe stark variiert und in Einzelfällen bis zu 200 µm erreichen kann. Der Zellmund sitzt am zugespitzten Vorderende, der Zellafter am abgerundeten Hinterende. Im Cytoplasma liegen ein würstchenförmiger Makronukleus sowie ein runder Mikronukleus. Daneben kommen Mitochondrien-ähnliche Strukturen vor, bei denen es sich um Hydrogenosomen handeln könnte, sowie Peroxisomen, endoplasmatisches Retikulum, Ribosomen und mehrere Verdauungsvakuolen. Zwei kontraktile Vakuolen dienen der Osmoregulation. Die Fortbewegung geschieht mit Hilfe der Cilien, die das Tier in eine rotierende Bewegung versetzen.
Die Zellteilung ist asymmetrisch, wobei jeweils eine vordere und eine hintere Zelle entstehen, die Zellafter beziehungsweise Zellmund nach der Teilung neu bilden. Daneben kommt sexuelle Fortpflanzung über Konjugation vor, wobei sich die beiden Partner an Zellmündern verbinden und micronucleares, durch Meiose gebildetes, genetisches Material austauschen.
Die rundlichen bis eiförmigen Zysten haben einen Durchmesser von 40 bis 60 µm und eine verdickte Wand und sind im Gegensatz zum aktiven Tier in der Lage, die Magenpassage zu überstehen. Die genauen Umstände der Zystenbildung sind unbekannt, da in Kultur keine Zystenbildung beobachtet werden kann.

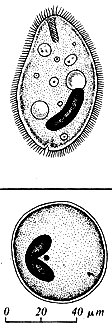
Balantidium coli als Trophozoit und Zyste

Als Nahrung dienen Bakterien und Nahrungspartikel, die den Dickdarm passieren, bei schwerem Befall und Einblutungen in den Verdauungstrakt auch rote Blutkörperchen.

## Pathologie und Therapie
Das Wirtsspektrum von Balantidium coli ist sehr breit und reicht von Hohltieren und Krebsen bis zu verschiedenen Säugetieren, insbesondere Schweinen. Die Art gehört zu den Infusorien und ist weltweit verbreitet. In den meisten Wirten verursacht ein Befall keine Krankheitssymptome. Der Mensch wird nur selten befallen.

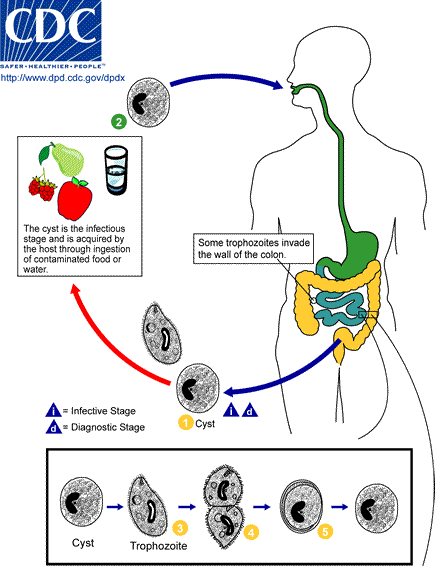
Der Lebenszyklus des Balantidium coli

Die Zysten werden über kontaminierte Nahrung oder Wasser aufgenommen, entwickeln sich im Darm zu aktiven Trophozoiten und bilden flaschenförmige Läsionen in der Submucosa zwischen Schleimhaut und Muskelgewebe des Dickdarms, in denen sie sogenannte Nester bilden. Zysten und aktive Zellen werden über den Kot ausgeschieden. B. coli bildet keine bekannten Gifte, der Befall kann aber beim Menschen und anderen Primaten zur Bildung von Dickdarmgeschwüren führen, was durch die Bildung von Hyaluronidase ausgelöst wird, welche die Hyaluronsäure des Bindegewebes auflöst. Schwere Erkrankungen gehen mit blutigem Stuhl, Stuhlzwang und Gewichtsabnahme einher und können in Einzelfällen tödlich enden, sind aber selten. Die Erkrankung kann mit Tetracyclinen (z. B. Doxycyclin) oder Metronidazol behandelt werden. Hygiene, vor allem im Umgang mit Schweinen in wärmeren Klimaten, bietet guten Schutz vor einer Infektion.